# Barbara McAulay
Barbara Ethel McAulay, nach Heirat Barbara Ethel Donnet, (* 15. März 1929 im Bundesstaat Victoria; † 5. November 2020) war eine australische Wasserspringerin. Sie gewann je eine Gold- und Silbermedaille bei den British Empire and Commonwealth Games 1954.

## Leben
Bei den British Empire und Commonwealth Games 1954 in Vancouver siegte die Engländerin Ann Long vom Drei-Meter-Brett vor Barbara McAulay. Vom Zehn-Meter-Turm gewann McAulay vor den beiden Engländerinnen Eunace Millar und Ann Long.
Zwei Jahre später war Australien Gastgeber der Olympischen Spiele 1956 in Melbourne. Barbara McAulay litt an einer Ohrenerkrankung, trat aber trotzdem an. Im Wettbewerb vom Drei-Meter-Brett verpasste sie als 13. der Qualifikation den Einzug ins Finale, war aber beste der drei Australierinnen. Auch beim Springen vom Zehn-Meter-Turm verpassten alle drei Australierinnen den Einzug ins Finale, erneut war Barbara McAulay als 14. beste Springerin ihrer Mannschaft.
Nach den Olympischen Spielen heiratete sie den Trainer Tom Donnet. Schon dessen Vater war Trainer im Wasserspringen. Toms Schwester Irene Donnet war 1938 Siegerin bei den British Empire Games in Sydney gewesen. Toms und Barbaras Tochter Jenny Donnet trat viermal für Australien bei Olympischen Spielen an.